# Paul Camion
Pour les articles homonymes, voir Camion (homonymie).
Paul Camion, né le 9 mai 1932 à Uccle, en Belgique et mort le 28 août 2021 à Plaisir,, est un mathématicien et informaticien théoricien franco-belge,, spécialiste de mathématiques discrètes et de combinatoire algébrique. Il a travaillé sur les codes correcteurs d'erreur et la cryptologie.

## Carrière
Diplômé de la Faculté polytechnique de Mons en 1954, Paul Camion est chercheur au Centre d’études de recherche opérationnelle à Bruxelles en 1959. Il séjourne au centre de recherche d’IBM à Yorktown Heights en 1963. Il soutient une thèse d'État 1967, à la fois à l'Université libre de Bruxelles et à l'Université Toulouse-III-Paul-Sabatier avec pour titre Matrices totalement unimodulaires et problèmes combinatoires,
sous la direction de Paul Pierre Gillis.
Il entre au CNRS en tant que Maître de recherches au CNRS ensuite. Il effectue plusieurs séjours aux États-Unis, notamment une année au centre de recherches en mathématiques de l'Université du Wisconsin à Madison en 1969 et
un séjour en 1973 au département de statistiques de l’Université de Caroline du Nord à Chapel Hill.
Paul Camion acquiert la nationalité française en 1976. Il entre à l’INRIA (alors encore IRIA) en 1977 dans le projet Algo. Il dirige ensuite l’équipe du projet Codes consacré à la cryptographie, projet qui se développe à partir de 1984 et connaît un développement soutenu au cours de années 1990. Paul Camion, directeur de recherche au CNRS, quitte son poste à l’INRIA en 1997. Il devient par la suite directeur de recherche émérite à l’Université Paris 6, au sein de l'équipe de combinatoire dirigé alors par Michel Las Vergnas. Il est aussi invité par le Professeur Hideki Imai à trois séjours de recherche à l’université de Tokyo, en novembre 1997, février 2000 et septembre 2001. Il est « membre collaborateur » de l'équipe Combinatoire et optimisation au sein de l'Institut de Mathématiques de Jussieu-Paris Rive Gauche.

## Travaux
Paul Camion a publié de nombreux travaux en théorie des graphes, combinatoire algébrique, cryptographie. Il a traduit en français le manuel Combinatorial Mathematics de Herbert John Ryser (1923-1985), paru sous le titre
Herbert John Ryser (trad. Paul Camion, préf. Claude Berge), Mathématiques combinatoires, Paris, Dunod, 1969, xvi+173 (BNF 37373216, SUDOC 016625390)

## Prix et distinctions
- 1976 : médaille d'argent du CNRS[2].
- 1996 : Prix Michel Monpetit